# Reichsstatthalter
 (août 2017).
Si vous disposez d'ouvrages ou d'articles de référence ou si vous connaissez des sites web de qualité traitant du thème abordé ici, merci de compléter l'article en donnant les références utiles à sa vérifiabilité et en les liant à la section « Notes et références ».

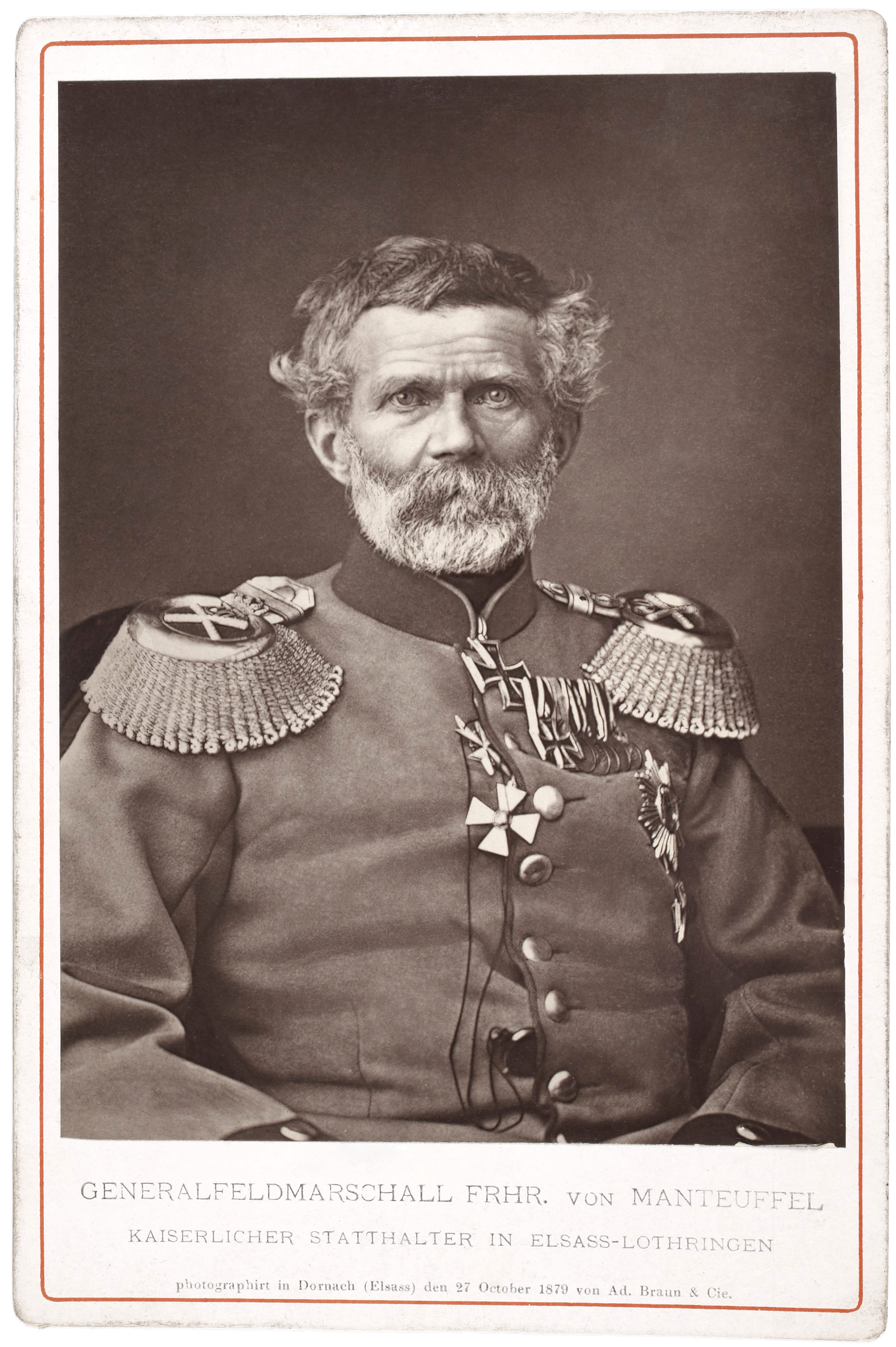
Edwin von Manteuffel, Reichsstatthalter d'Alsace-Lorraine

Le terme de Reichsstatthalter (« gouverneur impérial » ou « gouverneur du Reich ») désignait un haut fonctionnaire chargé de l'administration d'un territoire du Reich allemand entre la fondation du Reich en 1871 et sa dissolution en 1945.

## Statthalter des Reiches, 1879-1918, Alsace-Lorraine
Après sa création par Bismarck, la Confédération de l'Allemagne du Nord, emmenée par le Royaume de Prusse, alliée aux États d'Allemagne du Sud (Grand-duché de Bade, Royaume de Wurtemberg et Royaume de Bavière), soit une bonne partie de l'ancienne Confédération germanique, vainc la France lors de la guerre franco-prussienne de 1870. La France est alors contrainte de céder à l'Empire allemand ses régions germanophones, l'Alsace-Lorraine (Elsaß-Lothringen). Alors que le Deuxième Reich est constitué comme une fédération de vingt-cinq membres, les territoires nouvellement annexés sont placés sous le contrôle direct de l'empereur Guillaume Ier, sous le nom de Reichsland Elsaß-Lothringen. Le titre de Reichsstatthalter, sorte de gouverneur, est alors créé pour administrer ce territoire en 1879. Auparavant, du 1er septembre 1871 au 30 septembre 1879, les territoires annexés étaient dirigés par un haut président, chargé de transformer progressivement l'Alsace-Lorraine en un véritable État, identique aux vingt-cinq autres. Le titre de Reichsstatthalter fut aboli lorsque l'Alsace et la Lorraine furent cédées à la France, après la défaite allemande à l'issue de la Première Guerre mondiale.
| 1er octobre 1879 - 17 juin 1885    | Baron Edwin von Manteuffel (jusqu'à son décès)       |
| 17 juin 1885 - 5 octobre 1885      | Suppléant non identifié                              |
| 5 octobre 1885 - octobre 1894      | Prince Clovis de Hohenlohe-Schillingsfürst           |
| octobre 1894 - 31 octobre 1907     | Prince Hermann zu Hohenlohe-Langenburg (1832 - 1913) |
| 1er novembre 1907 - avril 1914     | Comte Karl von Wedel                                 |
| 1er mai 1914 - octobre 1918        | Johann von Dallwitz                                  |
| 14 octobre 1918 - 21 novembre 1918 | Rudolf Schwander                                     |

## Reichsstatthalter, 1933-1945

### Création et prérogatives
Au sein du Troisième Reich, les nazis créèrent à nouveau le titre de Reichsstatthalter. Cette fois-ci, l'objectif était de prendre le contrôle des États fédérés après la victoire aux élections de 1933, en créant d'abord un doublon de l'autorité fédéral, le Reichsstatthalter étant le représentant du parti nazi au sein de l'État. Les gouvernements indépendants des États fédérés furent abolis un à un, les nazis mettant ainsi au pas tout le monde dans le processus de Gleichschaltung (synchronisation).
Trois mois après son arrivée au pouvoir, le gouvernement nazi promulgue la Deuxième loi de synchronisation des États avec le Reich (Zweites Gesetz zur Gleichschaltung der Länder mit dem Reich), le 7 avril 1933. Les nouveaux Reichsstatthalter, reçoivent alors la tâche de superviser la mise en pratique des directives politique du chancelier Adolf Hitler au sein des États. Ces représentants disposaient notamment des prérogatives suivantes :
- nomination et révocation du premier ministre de l'État ;
- dissolution du Parlement et convocation aux nouvelles élections ;
- promulgation des lois de l'État fédéré ;
- nomination et révocation des principaux représentants de l'État et des juges ;
- droit d'amnistie.

La loi sur les Reichsstatthalter (Reichsstatthaltergesetz) du 30 janvier 1935 leur donne des attributions encore plus larges. Ils sont dès lors les représentants permanents du gouvernement du Reich dans les États, et ils sont nommés afin de contrôler la bonne exécution des directives du Führer. Ils ont alors l'autorité pour « informer » les autorités de l'État fédéré de ces directives et des mesures nécessaires pour les mettre en œuvre. Le Reichsstatthalter peut tout bonnement être également nommé à la tête du gouvernement étatique.

### Liste desReichsstaatshalter
| Circonscription | Siège      | Titulaire                                                                               |
| --- | ---------- | --------------------------------------------------------------------------------------- |
| Bade, Baden (1940-45 Bade-Alsace, Baden-Elsaß) | Karlsruhe  | Robert Heinrich Wagner                                                                  |
| Bavière, Bayern | Munich     | Franz Ritter von Epp                                                                    |
| Brunswick/Anhalt, Braunschweig/Anhalt | Dessau     | 1933–1935 Wilhelm Friedrich Loeper (en) 1935–1937 Fritz Sauckel 1937–1945 Rudolf Jordan |
| Hambourg, Hamburg | Hambourg   | Karl Kaufmann                                                                           |
| Hesse, Hessen | Darmstadt  | Jakob Sprenger                                                                          |
| Lippe/Schaumbourg-Lippe, Lippe/Schaumburg-Lippe | Detmold    | Alfred Meyer                                                                            |
| Mecklembourg-Schwerin/Lubeck/Mecklembourg-Strelitz, Mecklenburg-Schwerin/Lübeck/Mecklenburg-Strelitz (1934-37 Mecklembourg/Lübeck) (1937-45 Mecklelbourg) | Schwerin   | Friedrich Hildebrandt                                                                   |
| Oldenbourg/Brême, Oldenburg/Bremen | Oldenbourg | 1933-42 Carl Röver 1942-45 Paul Wegener                                                 |
| Prusse, Preußen | Berlin     | 1933-35 Adolf Hitler 1935-45 Hermann Göring (intérimaire)                               |
| Saxe, Sachsen | Dresde     | Martin Mutschmann                                                                       |
| Thuringe, Thüringen | Weimar     | Fritz Sauckel                                                                           |
| Wurtemberg, Württemberg | Stuttgart  | Wilhelm Murr                                                                            |

Dans le plus grand des États allemands qu'est la Prusse, le gouvernement avait été renversé par le gouvernement fédéral lors du Preußenschlag dès 1932 ; Adolf Hitler disposait alors d'un contrôle direct. Toutefois, ce dernier le confia rapidement à Hermann Göring, nommé Premier ministre de Prusse sans élection préalable.
| District de députation                     | Siège      | Titulaire |
| ------------------------------------------ | ---------- | --- |
| Autriche, Österreich (1938-1939)           | Vienne     | Arthur Seyss-Inquart Josef Bürckel (de facto) |
| Carinthie (Kärnten)                        | Klagenfurt | 1er avril 1940 - 27 novembre 1941 Wladimir von Pawlowski (en) 1941-45 Friedrich Rainer |
| Bas-Danube (Niederdonau)                   | Vienne     | 1er avril 1940 - 8 mai 1945 Hugo Jury |
| Haut-Danube (Oberdonau) ou Ober-Österreich | Linz       | 1er avril 1940 - 5 mai 1945 August Eigruber |
| Salzbourg Salzburg                         | Salzbourg  | 1er avril 1940 - 29 novembre 1941 Friedrich Rainer (avec la Carinthie) 29 novembre 1941 - 4 mai 1945 Gustav Adolf Scheel                                                                     |
| Styrie (Steiermark)                        | Graz       | 1er avril 1940 - 1945 Sigfried Uiberreither |
| Tyrol-Vorarlberg (Tirol-Vorarlberg)        | Innsbruck  | 1er avril 1940 - 3 mai 1945 Franz Hofer (à partir du 10 septembre 1943, également commissaire spécial pour l'Alpenvorland, i.e. le Sud-Tyrol italien - Belluno, Bozen (Bolzano) et Trentino) |
| Grand Vienne (Groß-Wien)                   | Vienne     | 1er avril 1940 - 10 août 1940 Josef Bürckel (auparavant Reichskommissar) 10 août 1940 - 12 avril 1945 Baldur von Schirach                                                                    |

Après l'Anschluss, le dernier chancelier autrichien avant le déclenchement de la Seconde Guerre mondiale, Arthur Seyss-Inquart, devient le premier Reichsstatthalter, ce pour l'ensemble du territoire autrichien annexé, entre le 15 mars 1938 et le 30 avril 1939. Il confiera cette tâche durant la majeure partie de son mandat au Commissaire au Reich pour la réunification de l'Autriche au Reich allemand (Reichskommissar für die Wiedervereiningung Österreichs mit dem Deutschen Reich) Josef Bürckel (en poste du 23 avril 1938 au 31 mars 1940). Par la suite, chaque Land (quoiqu'avec quelques différences de limites, comme pour le Burgenland, coupé en deux) aura son propre Reichsstatthalter, généralement son dernier Premier ministre.
| District de députation                                     | Siège       | Titulaire                                 |
| ---------------------------------------------------------- | ----------- | ----------------------------------------- |
| Reichsgau Dantzig-Prusse orientale (Danzig-Westpreußen)    | Danzig      | 1939-45 Albert Forster                    |
| Sudètes (Sudetenland)                                      | Reichenberg | 1939-45 Konrad Henlein                    |
| Reichsgau Wartheland                                       | Posen       | 1939-45 Arthur Greiser                    |
| Reichsgau Westmark (Rhénanie-Palatinat, Sarre et Lorraine) | Sarrebruck  | 1941-44 Josef Bürckel 1944-45 Willi Stöhr |

On remarquera que l’entité territoriale d’Alsace-Lorraine n’est pas reconstituée avec les territoires nouvellement annexés par l'Allemagne, après la défaite de la France en 1940. Scindées entre le Gau Westmark et le Gau Baden-Elsaß, la Moselle (CdZ-Gebiet Lothringen) et l'Alsace (CdZ-Gebiet Elsass) connaissent pourtant un sort similaire.